# وانجا موريا
وانجا موريا (بالإنجليزية: Wanja Mworia)‏، هي مُمثلة كينية.

## أعمالها

### المسلسلات
| السنوات         | عُنوان المُسلسل بالعربية | العُنوان الأصلي للمُسلسل | الدور | مُلاحظات    |
| --------------- | ---------------------- | ---------------------- | ----- | ---------- |
| 2003-2006       |                        | Wingu la moto          |       |            |
| 2006            |                        | Tahidi High            |       | ظهور مُنتظم |
| 2007 – حتى الآن |                        | Makutano Junction      | توني  | ظهور مُنتظم |
| 2008            | تغييرات                | Changes                |       |            |
| 2010            | تعليم أعلى             | Higher Learning        | ريبا  | ظهور مُنتظم |

## روابط خارجية
وانجا موريا على موقع IMDb (الإنجليزية)